# Donje Taborište (żupania karlowacka)
Donje Taborište – wieś w Chorwacji, w żupanii karlowackiej, w mieście Slunj. W 2011 roku liczyła 200 mieszkańców.